# البروتين المرتبط بالموت6
البروتين المرتبط بالموت6 (بالإنجليزية: Death-associated protein 6)‏ هو بروتين مرمَّز بالإنسان على جين DAXX.